# Чорна стріла (фільм, 1985)
«Чорна стріла» (англ. Black Arrow) — американо-іспанський пригодницький телевізійний фільм 1985 року. Екранізація однойменної повісті Роберта Льюїса Стівенсона.

## Сюжет
У 15 столітті в Англії, йде війна Червоної та Білої троянд, яка ведеться між двох ворогуючих сімей за право володіти троном. Лицар, який щойно повернувся додому знаходить свою родину мертвою. Він приєднується до злочинців щоб шукати справедливість.

## У ролях
| Актор           | Роль            |
| --------------- | --------------- |
| Бенедикт Тейлор | Річард          |
| Джорджія Слоу   | Джоанна         |
| Олівер Рід      | сер Деніел      |
| Фернандо Рей    | Ворвік          |
| Стівен Чейз     | Чорна стріла    |
| Дональд Плезенс | сер Олівер Оутс |
| Рой Бойд        | Лоулесс         |
| Альдо Самбрель  | Шрам            |
| Керол Готелл    | Ханна           |
| Роберт Рассел   | Еппелярд        |
| Френк Брана     | Сайкс           |
| Ральф Браун     | Ярдлі           |